# Глинн, Берт
Берт Глинн (англ. Burt Glinn; 23 июля 1925, Питтсбург, США — 9 апреля 2008, Саутгемптон, США) — американский профессиональный фотограф, работавший в фотоагентстве Magnum Photos. Он освещал вход Фиделя Кастро в Гавану, столицу Кубы, во главе кубинских повстанцев 1 января 1959 года. Глинн фотографировал таких известных художников, как Энди Уорхол и Элен Франкенталер. Основными тематиками работ Глинна были социальная жизнь, политика, а также «юмористическая флотилия», которую он сам называл Сиэтлским трубным обществом (англ. Seattle Tubing Society). Глинн также был сотрудником журнала «Holiday».

## Ранняя биография
Родившийся в Питтсбурге Глинн изучал литературу в Гарвардском университете, где он также редактировал и фотографировал для университетской газеты «The Harvard Crimson». Глинн служил в армии США и работал для журнала Life с 1949 по 1950 год. Он стал ассоциированным членом Magnum Photos в 1951 году вместе с Евой Арнольд и Деннисом Стоком — первыми американцами, присоединившимися к этому агентству, — и стал его полноправным членом в 1954 году.

## Карьера
Глинн прославился своими цветными фотографиями, сделанными в Океании, Японии, СССР, Мексике и Калифорнии. На новогодней вечеринке в 1958 году Глинн узнал о победе повстанцев во главе с Фиделем Кастро на Кубе, а уже на рассвете следующего дня он освещал революцию на Кубе. В 1959 году Глинн получил премию Мэтью Брэди в качестве Журнального фотографа года, предложенную университетом Миссури за его фоторепортаж об Океании.
С 1972 по 1975 Глинн был президентом Magnum Photos (в 1987 году он был переизбран на эту должность), а также занимал пост президента Американского общества медиа-фотографов англ. American Society of Media Photographers. Он освещал Суэцкий кризис и Ливанский кризис 1958 года, а также работал над фотопроектом о медицине. Его фотографии публиковались в «Esquire», «Fortune», «Geo», «Life», «Travel + Leisure» и «Paris Match».
На вопрос в интервью, с какой из своих работ он наиболее тесно отождествляет себя, Глинн ответил, что, без сомнения, её является фотография, изображающая затылок Никиты Хрущёва перед мемориалом Линкольна:
Я опоздал и не смог добраться туда, где были все репортёры – перед Хрущёвым, поэтому, подбежав, я оказался за его спиной. Посмотрел вверх, а там это. Два раза щёлкнул затвором и кадр распался. Если бы я прибыл вовремя, то получил бы очень обыкновенное изображение Никиты Хрущёва и Генри Лоджа, глядящих на статую Линкольна, но вы бы не увидели мемориал. Самое главное, что может быть у такого фотографа, как я, это удача.

## Смерть
Берт Глинн умер 9 апреля 2008 года в Саутгемптоне (штат Нью-Йорк) в возрасте 82 лет. Причинами его смерти были объявлены почечная недостаточность и пневмония. Глинн пережил свою жену Елену Прохаску, своего сына Сэма и сестру Норму Сью Мэдден. Трибьют, посвящённый его творчеству, был создан в галерее SAM в Сиэтле, штат Вашингтон, где Глинн работал и жил в течение 1950-х и 1960-х годов.

## Премии
- Dana Reed Award, Harvard College
- Mathew Brady Award for Magazine Photographer of the Year, Миссурийский университет
- Best Book of Photographic Reporting from Abroad, Overseas Press Club
- Best Print Ad of the Year, Art Director’s Club of New York
- Best Annual Report of the Year from Financial World, Warner Communications Annual Report

## Выставки
- 2005 Havana: The Revolutionary Moment — Музей Джорджа Истмана, Rochester, New York, US
- 2002 Havana: The Revolutionary Moment — Photographs by Burt Glinn — Americas Society, New York, US
- 2000 Reflections: Photos of Water — Sag Harbor Picture Gallery, Sag Harbor, New York, US
- 1999 Fifty Years Behind a Camera: The Photography of Burt Glinn — Sag Harbor Picture Gallery, Sag Harbor, New York, US

## Книги
- 1955 The Dark Eye in Africa (with Laurens van der Post), William Morrow, US; Hogarth Press, UK
- 1967 A Portrait of All the Russias (with Laurens van der Post), William Morrow, US; Hogarth Press, UK, ISBN 978-0-7012-0243-9
- 1968 A Portrait of Japan, (with Laurens van der Post), William Morrow, US, ASIN B000OLIBFQ
- 2001/02 Havana: The Revolutionary Moment, Umbrage Editions, US/Dewi Lewis, UK, ISBN 978-1-884167-09-6